# Драцена
Драце́на (Dracaena) — рід рослин родини холодкові, дерева або сукулентні чагарники. Число видів, за різними даними, від сорока до ста п'ятдесяти. Більшість видів зростає в Африці, деякі — в Південній Азії, ще менше — в тропіках Центральної Америки.

## Походження назви

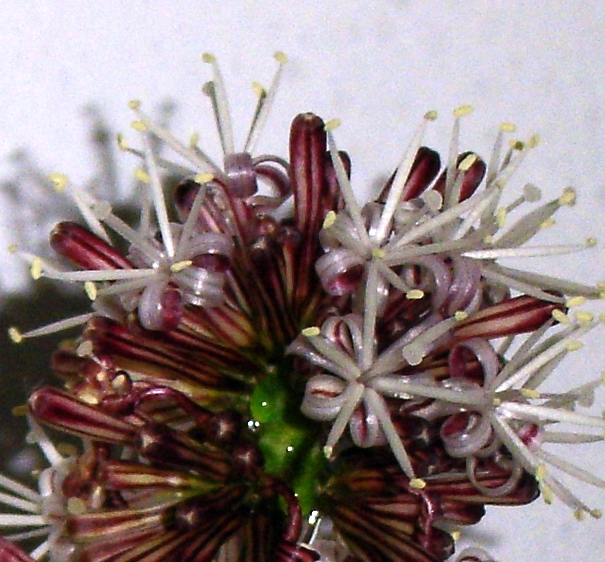
Квіти драцени

Наукова назва роду в перекладі з грецької означає «самиця дракона».
Про походження такої назви розповідає індійська легенда. У давнину дракони і слони постійно ворогували один з одним. Одного разу, після чергового страшного кровопролитного бою, поранені слон і дракон звалилися поруч, стікаючи кров'ю. Їхня кров змішалася і на цьому місці виросло перше драконове дерево. Як відомо, смола драконового дерева має червоний колір.

## Загальні риси
Рослини з одерев'янілим стеблом і подовженим листям, зібраним на верхівці. Жилкування листків — дугове. У кожному гнізді плоді розташована лише одна насінина. Цвітіння драцен в домашніх умовах проходить рідко. Квітки рослин дрібні, білі або зеленкуваті, мають сильний запах.

## Цікаві факти
- «Парасолька на виворіт» саме так виглядає верхівка цього дерева. Листя схожі на голочки, стирчать і перетворюють крону в своєрідний купол[3].
- Під час теплих злив наливаються квіти, зібрані в пучок по кілька штук[3] , схоже, як збираються квіти в мініатюрних троянд[4].
- Якщо зробити надріз, то з ранки піде червонуватий сік, за це драцена отримала таку назву[3].

## Деякі види
| Назва виду                                     | Фото | Опис |
| ---------------------------------------------- | ---- | --- |
| Драцена кіноварно-червона (Dracaena cinnabari) |      | Дерево до 10 м заввишки з товстим стовбуром. У молодому віці лінійно-мечоподібні листки утворюють шапку у верхній частині стовбура. Із віком з'являються розгалужені гілки. Листки довжиною до 30-60 см. Квіти з'являються в період мусонних дощів. Плід — ягода. |
| Драконове дерево (Dracaena draco)              |      | Рослини до 18 м висотою та 4.5 м в діаметрі. Біля основи стовбура, кожна гілка розгалуження завершується щільним пучком густорозміщених сірувато-зелених, шкірястих, лінійно-мечоподібних листків 45-60 см довжиною. і 2-4 см шириною. Легко розмножуються насінням і верхівковими живцями. |
| Драцена облямована (Dracaena marginata)        |      | Багаторічна рослина, що виростає до 3 м заввишки, має товсте одерев'яніле стебло. Листя завдовжки від 30 до 45 см, шириною близько 1-2 см, глянсові. Забарвлення листя переважно зелене, але залежно від сорту може мати жовті або червоні смуги. |
| Драцена відігнута (Dracaena reflexa)           |      | Дерево до 4-5 м. Листя ланцетне, 12-16 см завдовжки, 1,8-2,5 см шириною. Зелені, щільні, шкірясті, з тонкими жилками. Суцвіття — пухко-розгалужений віничок. Квітки маленькі, зазвичай білі. |
| Драцена запашна (Dracaena fragrans)            |      | Листя зібрані в розетку, глянцеві, зеленого кольору, з широкими смужками, колір яких коливається від світло-зеленого до жовтого. Довжина листя може досягати 1 м, ширина — 10 см. У природному середовищі існування висота рослини може досягати близько 6 м. Квітки білого кольору, дуже ароматні, за що драцена і отримала свою назву. Своїм запахом приваблює безліч комах і кілька видів колібрі. |
| Драцена Сандера (Dracaena sanderiana)          |      | Низькорослі рослини з тонким стовбуром. Листя ланцетне, 15-20 см завдовжки і 1-3 см шириною, зелене. Має білі й сріблясто-сірі смуги. Широко поширені як кімнатні рослини. |
| Драцена Кавесака (Dracaena kaweesakii)         |      | Новий вид драцени, відкритий групою тайських вчених у 2013 році. Листя зібране у кластери, що можуть сягати 60 см у діаметрі. Квіти кремового кольору з яскравими помаранчевими нитками. |

## Практичне значення
З виду Dracaena draco добувають смолу. З волокон листя, що мають властивості щетини і кінської волосини, роблять щітки. Завдяки тому, що драцени не вибагливі у догляді, багато видів використовуються як декоративні рослини для житлових і службових приміщень.
Dracaena Massangeana можна віднести до найпотужніших зелених фільтрів. Вона здатна поглинати через листя і коріння такі отруйні речовини, як ксилол, бензол, формальдегід і трихлоретилен і знешкоджувати їх.